# グラント・ジョージ
グラント・ジョージ（Grant George, 1971年5月17日 - ）は、アメリカ合衆国の俳優。

## 出演作品

### アニメ
2010年
- デジモンクロスウォーズ（ドルビックモン（シーズン2第2話（通算第32話）以降））

2014年
- アベンジャーズ コンフィデンシャル: ブラック・ウィドウ & パニッシャー

### ゲーム
2014年
- ダンガンロンパ 希望の学園と絶望の高校生（桑田怜恩）

2017年
- ニューダンガンロンパV3 みんなのコロシアイ新学期（最原終一）